# Affinage du bœuf

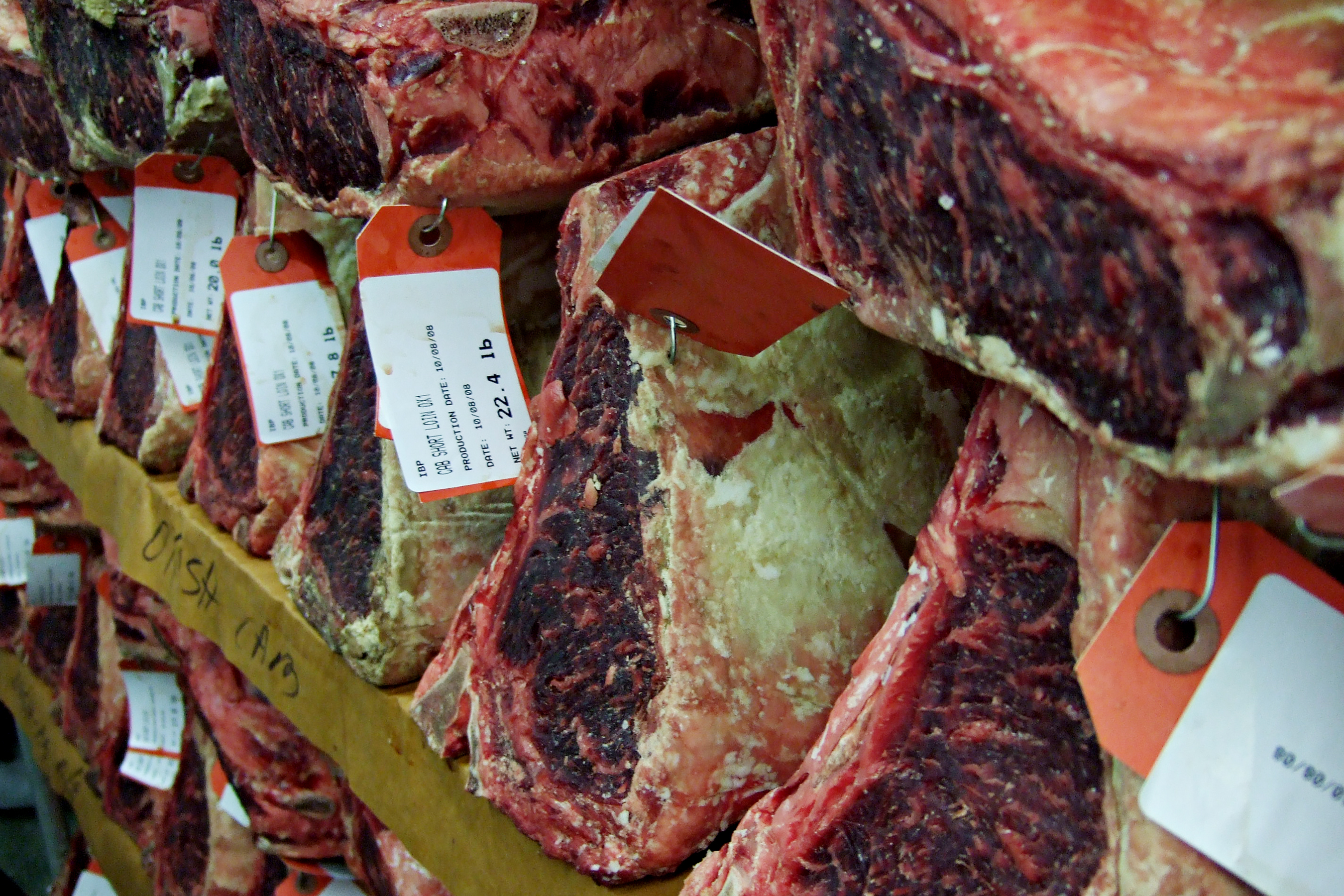
Bœuf maturant à sec

L'affinage du bœuf est l'amélioration des qualités gustatives de la viande de bœuf par le placement dans des conditions atmosphériques qui mènent naturellement la viande à se bonifier avec le temps.

## Maturation à sec
La maturation à sec est une technique d'affinage consistant à faire reposer la viande dans un air sec et froid. Dans un tel environnement, la viande forme rapidement une couche relativement sèche, qui est hostile au développement des bactéries toxiques courantes ; le froid réduit la prolifération bactérienne ; des moisissures de champignons penicillium à l'influence anti-bactérienne se développent. Ces facteurs s'additionnent pour assurer la sûreté sanitaire de la viande.
Les processus physiques et biochimiques recherchés font également leur effet: l'eau s'évapore graduellement de la viande, concentrant les composés aromatiques, les enzymes naturellement présentes dans la viande transforment le glycogène en glutamate et cassent le collagène ; des populations de bactéries désirables telles que des lactobacilles se développent ; de même que des populations de champignons microscopiques tels que penicillium roqueforti, camemberti, levures, aspergillus, thamnidium.

### Avantages
Les glutamates, produits par les réactions enzymatiques protéolitiques, sont perçus par les papilles gustatives sensibles au umami, goût habituellement très apprécié, et fonctionnent comme un exhausteur de goût amplifiant le goût de viande. Thamnidium prolonge l'action de ces enzymes.
Les bactéries (dont lactobacilles) et moisissures nobles (dont penicillium roqueforti, camemberti) créent des enzymes, qui produisent des composés aromatiques appréciables complexifiant le goût, par des processus de fermentation qu'on retrouve dans l'affinage des fromages et de la charcuterie. Les lactobacilles acidifient également légèrement la viande.
L'assèchement augmente le ratio gras:maigre, rendant la viande paradoxalement plus onctueuse en bouche. Il concentre également les composés aromatiques, moins dilués par la part d'eau.
La dégradation des collagènes réduit la résistance mécanique, augmentant la tendreté. Une autre conséquence est une augmentation de la jutosité, due à la libération plus rapide des jus par des parois plus facilement cassée par l'action mécanique de la mastication.
Une viande maturée forme plus rapidement une croûte lors de la cuisson, car l'eau superficielle en plus faible concentration disparaît plus rapidement, permettant des températures plus élevées que 100° plus tôt, accélérant la vitesse de la réaction de Maillard, responsable du brunissement et des goûts désirables associés.

### Inconvénients
La dessiccation de la viande pendant la maturation à sec cause une diminution du poids, qui renchérit mécaniquement le prix au kilo du produit finit. Cependant la viande perdra également moins d'eau lors de la cuisson, compensant en petite partie le prix plus élevé. La perte de poids est de l'ordre de 20–25% après 45 jours de maturation.
La formation, l'occupation d'espace, les équipements, le prix de l'énergie de climatisation le cas échant, ajoutent également des coûts qui se répercutent dans le prix commercial.

## Maturation humide
La maturation humide consiste à laisser reposer la viande sous-vide dans un emballage plastique étanche au froid. L'absence d'oxygène et le froid empêche la plupart des micro-organismes néfastes de se développer.
Une partie des mêmes réactions que pour la maturation à sec se produisent, en particulier celles dues aux enzymes déjà présentes dans la viande. L'absence de développement de thamnidium réduit relativement leur activité.
En revanche disparaissent les avantages dus à l'assèchement, ainsi qu'au développement d'une flore superficielle de ferments et de la fermentation saine de la viande qu'on pourrait désirer.
Au delà d'une certaine durée, autour de 4 à 6 semaines de maturation humide, apparaît un goût métallique semblable à celui du sang qui peut être gênant.

## Maturation en sac respirant
La maturation en sac respirant fait de plastique technique perméable à la vapeur, est un processus qui combine les avantages de la maturation à sec et de la maturation humide. Le plastique est perméable à la vapeur, ce qui permet l'assèchement contrôlé de la viande tout en la protégeant, et nécessite des conditions atmosphériques moins contraignantes.